# Ларченко, Михаил Андреевич
Михаил Андреевич Ларченко (1914—1991) — капитан Советской Армии, участник советско-финской и Великой Отечественной войны, Герой Советского Союза (1940).

## Биография
Михаил Ларченко родился 11 января 1914 года в городе Колпино. После окончания шести классов школы работал на Кировском заводе в Ленинграде. В 1936—1937 годах Ларченко проходил службу в Рабоче-крестьянской Красной Армии. В январе 1939 года он повторно был призван в армию. Окончил курсы младших лейтенантов. Участвовал в боях советско-финской войны, будучи старшим механиком-водителем танка «Т-28» 1-й роты 91-го танкового батальона 20-й танковой бригады 7-й армии Северо-Западного фронта. Отличился во время разведки вражеской обороны к западу от озера Муланъярви (ныне — Глубокое).
Когда из засады танк был подбит, экипаж в составе командира Василия Груздева, командиров башен Евгения Луппова, Михаила Лобастева, Бориса Волка, механика-водителя Михаила Ларченко, техника Ивана Коваля, радиста Карапета Симоняна продолжил вести бой. У хутора Кангиспельто (ныне — Искра) Груздев, Лобастев и Волк были убиты разрывом снаряда при попытке покинуть танк. Остальным членам экипажа удалось вывести танк обратно.
Указом Президиума Верховного Совета СССР от 15 января 1940 года за «образцовое выполнение боевых заданий командования на фронте борьбы с финской белогвардейщиной и проявленные при этом отвагу и геройство» младший командир Михаил Ларченко был удостоен высокого звания Героя Советского Союза с вручением ордена Ленина и медали «Золотая Звезда» за номером 208.
Участвовал в боях Великой Отечественной войны. В 1946 году Ларченко окончил Высшую офицерскую бронетанковую школу. В том же году в звании капитана он был уволен в запас. Проживал в Ленинграде. Незадолго до смерти переехал в посёлок Артём Любытинского района Новгородской области. Скончался 11 декабря 1991 года.
Был также награждён орденом Отечественной войны 1-й степени и рядом медалей.